# Transporteur de glucose
Les transporteurs GLUT  sont un large groupe de protéines membranaires, qui assurent le transport du glucose des cellules épithéliales au sang, et du sang aux cellules en passant la barrière intestinale dans le sens du gradient par transport passif.
Certains d'entre eux sont insulino-dépendants, notamment le GLUT4.

## Membres
Les transporteurs GLUT sont rangés dans trois classes :
- Classe I
  - GLUT1
  - GLUT2
  - GLUT3
  - GLUT4

- Classe II
  - GLUT5
  - GLUT7
  - GLUT9
  - GLUT11

- Classe III
  - GLUT6
  - GLUT8
  - GLUT10
  - GLUT12